# Robert Graysmith
Robert Graysmith (Pensacola, Florida, 17 de septiembre de 1942) es un escritor y caricaturista estadounidense, reconocido por su relación con el caso del asesino del Zodiaco y por escribir el libro Zodiac, basado en los hechos del mencionado asesino serial.

## Carrera
Graysmith trabajaba como caricaturista para el diario San Francisco Chronicle en 1969 cuando el caso del asesino del Zodiaco empezó a tomar prominencia. Intentó descifrar el código de una carta enviada por el asesino a la oficina del diario y se obsesionó con el caso por los siguientes trece años. Su separación con su segunda esposa Melanie se atribuye de manera directa a su interés en el caso. Graysmith escribió dos libros relacionados con los sucesos, abandonando su carrera como caricaturista y publicando otros libros sobre casos reales de asesinatos, uno de ellos convirtiéndose en la base para la película de 2002 Auto Focus. La película Zodiac (2007), dirigida por David Fincher, fue una adaptación de su libro del mismo nombre y fue protagonizada por Jake Gyllenhaal interpretando a Graysmith. En la actualidad, Robert reside en San Francisco.